# Aleksander Flatau
Aleksander Flatau (ur. 25 sierpnia 1836 w Warszawie, zm. 27 lipca 1902 tamże) – polski kupiec i filantrop żydowskiego pochodzenia.

## Życiorys
Urodził się w Warszawie w rodzinie żydowskiej, jako piąte najmłodsze dziecko kupca Majera Szymona Flataua (1794–1855) i Karoliny z domu Bernstein (1801–1871). Z zawodu był kupcem, założył dom handlowy nazwany własnym imieniem. Był sędzią handlowym. Prowadził działalność dobroczynną, był prezesem Austriacko-Węgierskiego Towarzystwa Dobroczynności w Warszawie.
Był żonaty z Joanną z domu Teitelbaum (1844–1918). Miał z nią troje dzieci: Michała Stanisława, Jakuba Jerzego Ludwika (ur. 1866, prawnika, żołnierza austriackiego) i Klarę Rozalię (ur. 1865).
Nie wiadomo gdzie został pochowany.
Został odznaczony austriackim Orderem Żelaznej Korony